# Позивање на сиромаштво
Позивање на сиромаштво (лат. Argumentum ad Lazarum - аргумент по Лазару) је логичка грешка која настаје када се аргумент вреднује на основу наводног сиромаштва особе која га износи или заступа, уместо на основу аргумента самог по себи. Ово је посебан облик грешке аргумент из порекла и огледа се у изреци "сиромашан, али поштен". 
Постоји позитиван и негативан облик ове грешке. Позитиван облик се манифестује у тврдњи да је нешто истина само зато што тај став подржава извесна сиромашна особа, а негативан у одбијању аргумента само зато што га подржава или износи богата особа. У оба случаја је грешка у томе што сиромаштво или богатство не доказују да је аргумант валидан. И сиромашни и богати праве грешке.
Латински назив ове грешке потиче из библијске приче о убогом Лазару, просјаку који добија своју награду након смрти - анђели га односе у Аврамово наручје. Истовремено, богаташ који га није нахранио одлази у пакао.
Супротност позивања на сиромаштво је грешка позивање на богатство у којој се вреднује одређени аргумент на основу богатства особе која га износи или заступа.

## Примери
- Калуђери и калуђерице веровано поседују увид у смисао живота, јер су одустали од сметњи које доноси богатство.

Овде се мисли да су калуђери и калуђерице мудри зато што су сиромашни. Мудрост нема везе са новцем, пример су све мудре особе које су поседовале доста новца. Један такав је и цар филозоф Марко Аурелије.
- Ево шта треба да знате о грађанском рату у тој држави. Побуњеници живе у колибама од блата, док генерали који шаљу трупе против њих живе у луксузним вилама.

Место где станују зараћене стране нема везе са њиховим ставовима и циљевима. Могуће је да су ови у колибама фашисти који су сиромашни, јер немају подршку грађана те државе.